# 王家庄乡 (柏乡县)
王家庄乡，是中华人民共和国河北省邢台市柏乡县下辖的一个乡镇级行政单位。

## 行政区划
王家庄乡下辖以下地区：
王家庄村、小里村、小里铺村、南营儿村、贾庄村、南张村、杨村、赵村、北瀑水村和南瀑水村。